# Knabe
Knabe, född 24 maj 1966 i Skara, död 1988, var en svensk travhäst, aktiv på 1970-talet.
Knabe gjorde 119 starter och segrade i 46. Han var bland de tre främsta i 70 av sina starter som inbringade 363 750 kr. Han fick rekordet 1.15,6 som han sprang som trea i kvalheatet till Elitloppet 1974.
Knabe var en tysk moderlivsimport och hans härstamning var Freund Verner- Estrid. Knabe inledde sin tävlingskarriär med att vinna 11 raka segrar på Åby för sin tränare Arne Holmström. Bo Näslund hette Knabes näste tränare men hos honom avstannade dock framgångarna. Det som skulle förändra tävlingskarriären var ett ägarskifte. Karl-Erik Bender, Stall Palema inhandlade 1973 Knabe för 25 000 kr efter att ha sett annonsen i Travronden.
För sin tränare Roger Grundin utvecklades Knabe rejält och segrade bland annat i Axevallalöpning efter skiljeheat mot Keystone Melody. Den verkliga förändringen skulle dock komma ett år senare. Nu stod 20-årige Björn Martinsson för träningen medan de allra flesta loppen kördes av Olle Goop. Knabe segrade bland annat i Åby Stora Pris och Svenskt Mästerskap 1974. Samma år deltog han även i Elitloppet och var svensk representant i International Trot som kördes på Roosevelt Raceway i New York.
Efter 1974 mattades framgångarna och Knabe övergick till att verka i aveln. Som avelshingst satte han inte några djupare avtryck.